# Titus Coan

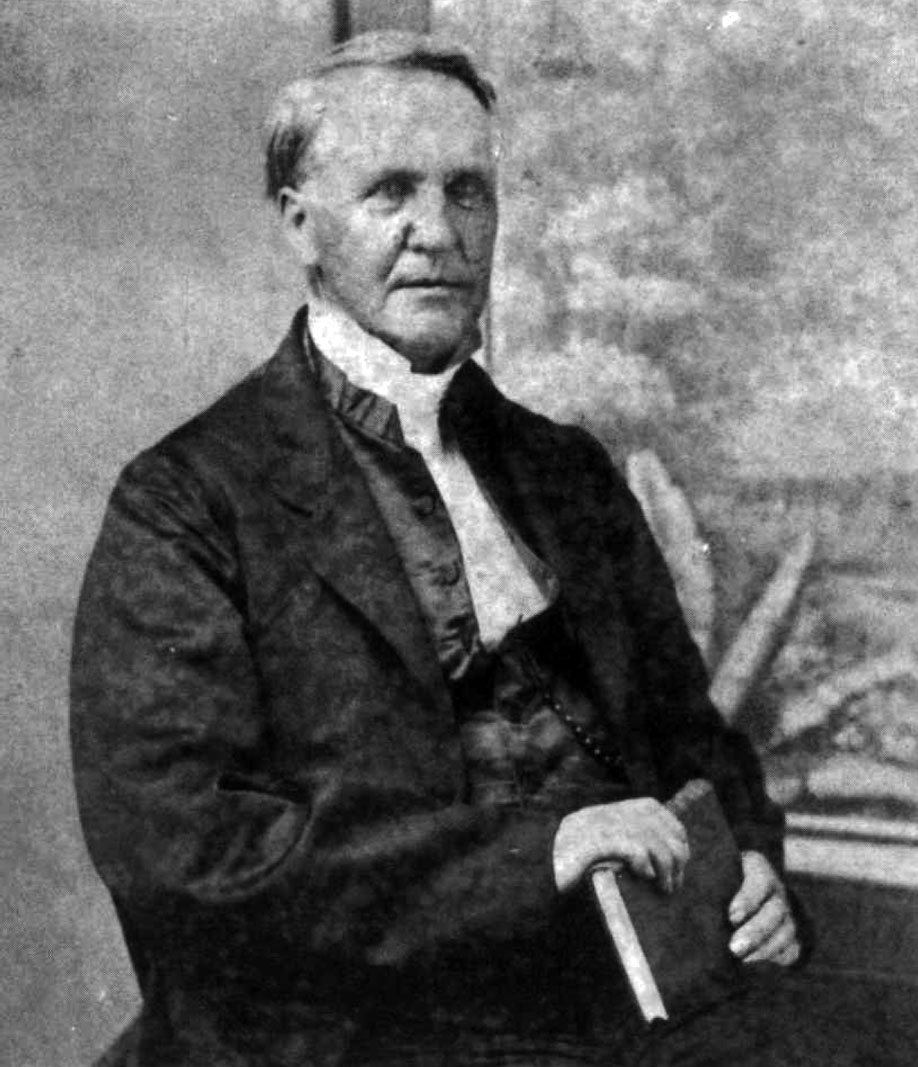
Titus Coan, 1880

Titus Coan (* 1. Februar 1801 in Killingworth (Connecticut); † 1. Dezember 1882 in Hilo auf Hawaii) war ein US-amerikanischer Missionar.

## Leben
Nachdem er von Privatlehrern unterrichtet wurde, war er ab 1819 selbst als Lehrer tätig. 1826 ging er nach New York, wo er etwa ab 1830 am Auburn Theological Seminary Theologie studierte und im April 1833 ordiniert wurde. Im August reiste er für das American Board of Commissioners for Foreign Missions nach Patagonien. Nach seiner Rückkehr 1834 heiratete er Fidelia Church († 1872). Im Dezember reiste er nach Hawaii, wo er ab Juli 1835 in Hilo lebte.
Er sorgte für eine medizinische Versorgung der Bevölkerung und war über vierzig Jahre der wichtigste Beobachter der großen Vulkane Hawaiis, insbesondere des Gipfelkraters des Kilauea.